# Sal (concelho de Cabo Verde)
| Sal Concelho do Sal                                          |                                               |
| \| \| \| \| (Bandeira do Sal) \| (Brasão de Armas do Sal) \| |                                               |
| Localização do Sal                                           |                                               |
| Gentílico                                                    | salense                                       |
| Ilha                                                         | Sal                                           |
| Sede                                                         | vila dos Espargos, cerca de 5.877 habitantes. |
| Freguesias                                                   | Nossa Senhora das Dores                       |
| Área                                                         | 216 km²                                       |
| População                                                    | 25779                                         |
| Coordenadas                                                  | 16° 35' N e 16º 51' N 22° 52' W e 23º 00' W   |
| Dia do Município                                             | 15 de Setembro                                |
| Cód. CGN-CV                                                  | 41                                            |
| Cód. ISO                                                     | CV-SL                                         |
| Website                                                      | www.municipiodosal.cv                         |
| Bandeira do Sal                                              | Brasão de Armas do Sal                        |
| (Bandeira do Sal)                                            | (Brasão de Armas do Sal)                      |

Sal é um concelho/município de Cabo Verde. É o único concelho da ilha do mesmo nome. A sede do concelho é a vila dos Espargos.
O Dia do Município é 15 de setembro, data que coincide com a celebração de Nossa Senhora das Dores.
Desde 2008, o município do Sal é governado pelo Grupo Independente para Mudar o Sal.
A ilha do Sal é a ilha mais turística
de cabo verde recebendo quase cerca de 1 milhão de turistas anuais.

## Freguesias
O concelho do Sal tem apenas uma freguesia: Nossa Senhora das Dores.

## História
Foi criado em 1935, quando, devido a um aumento populacional, foi separado do antigo Concelho da Boa Vista. Até 1977, A sede administrativa da ilha foi a Vila de Santa Maria.

## Demografia
| População de Sal (concelho de Cabo Verde) (1940–2010) | População de Sal (concelho de Cabo Verde) (1940–2010) | População de Sal (concelho de Cabo Verde) (1940–2010) | População de Sal (concelho de Cabo Verde) (1940–2010) | População de Sal (concelho de Cabo Verde) (1940–2010) | População de Sal (concelho de Cabo Verde) (1940–2010) | População de Sal (concelho de Cabo Verde) (1940–2010) | População de Sal (concelho de Cabo Verde) (1940–2010) |
| ----------------------------------------------------- | ----------------------------------------------------- | ----------------------------------------------------- | ----------------------------------------------------- | ----------------------------------------------------- | ----------------------------------------------------- | ----------------------------------------------------- | ----------------------------------------------------- |
| 1940                                                  | 1950                                                  | 1960                                                  | 1970                                                  | 1980                                                  | 1990                                                  | 2000                                                  | 2010                                                  |
| 1121                                                  | 1838                                                  | 2608                                                  | 5505                                                  | 5826                                                  | 7715                                                  | 14816                                                 | 25779                                                 |